# Baobab
Baobab (Adansonia) je rod rostlin z čeledi slézovitých (Malvaceae). Jsou to opadavé stromy s nápadně tlustými kmeny a s dlanitě složenými listy, rostoucí v oblastech s obdobím sucha. Baobaby se vyskytují na Madagaskaru, v Africe a v severozápadní Austrálii, ale není jasné, jak k jejich rozšíření mezi kontinenty došlo. Baobaby poskytují všestranný užitek. Vyskytuje se v tropickém podnebném páse.

## Popis
Baobaby jsou dlouhověké opadavé stromy dosahující výšky 5 až 30 metrů.

### Kmeny, větve a kůra

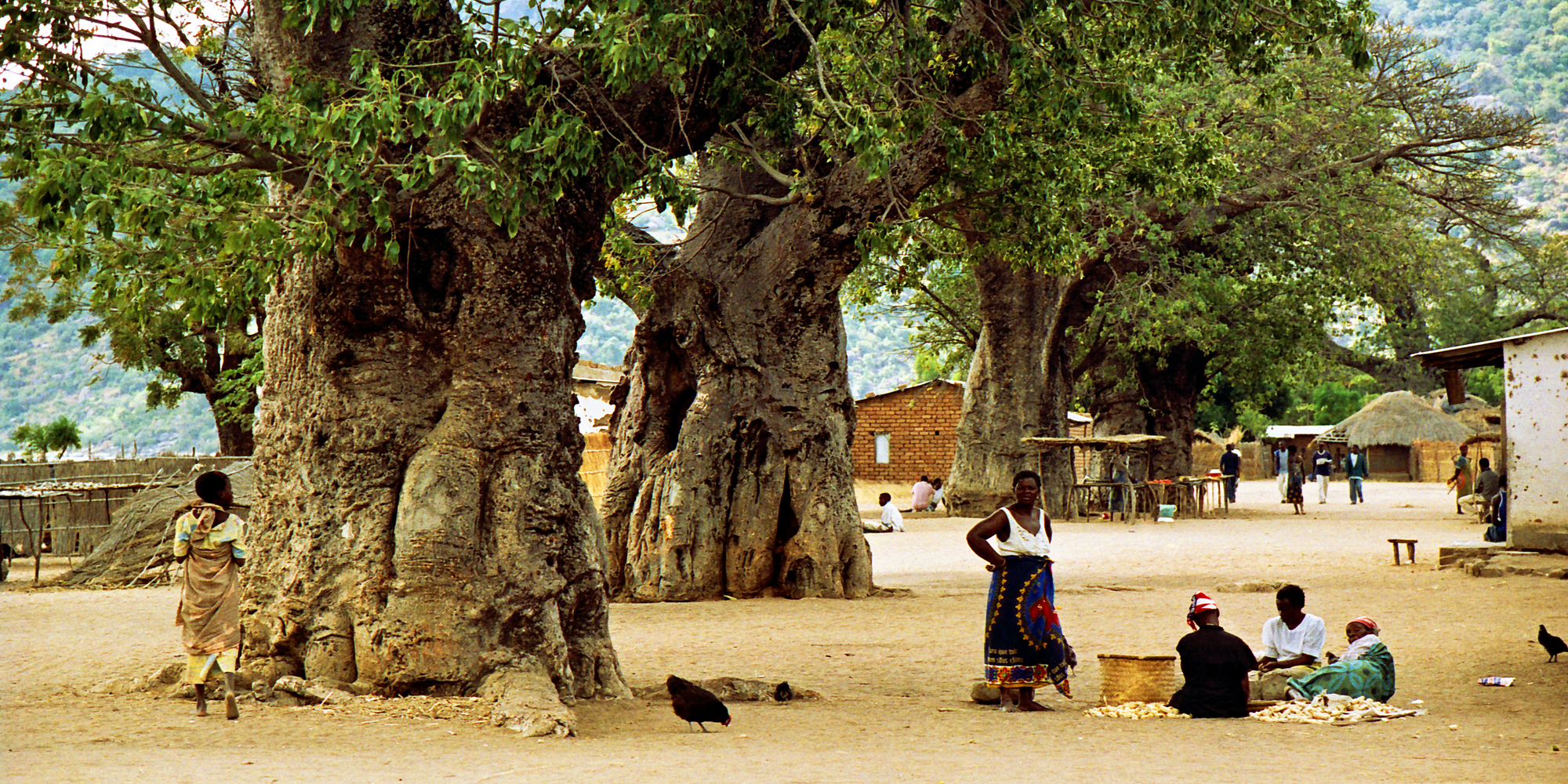
Baobaby, Malawi, Afrika.

Pro většinu druhů baobabů jsou charakteristické lahvicovitě ztluštělé kmeny a kompaktní koruna. Kmeny jsou neotrněné, pouze u druhu Adansonia rubrostipa se objevují kuželovité trny. Již mladé rostliny mívají stonek na bázi ztluštělý. Primární větve jsou tlusté, horizontálně rozložené nebo šikmé. Dřevo baobabů je měkké, vláknité, v soustředných kruzích. Dřevo je schopno zadržovat vodu a průměr kmene se tak mění v závislosti na množství srážek. Dřevo při poranění často roní bělavý latex, který je bez zápachu. Borka je hladká nebo plátkovitá, červenavě hnědá až šedá. Pod borkou kmene je často přítomna tenká žlutá až zelená fotosyntetizující vrstva a mezi kůrou a dřevem je vrstva dlouhých podélných tuhých vláken. Výhony baobabů bývají dvojího druhu. Nekvetoucí mladé větve bývají zelené, tenké, s dlouhými články, zatímco plodné větve jsou dřevnaté, tlustší a s články zkrácenými a listy nahloučenými na konci. Tyto dva typy větví se mohou lišit také v odění, délce řapíků, tvaru lístků a přítomnosti nebo nepřítomnosti zubů na okraji čepele.

### Listy
Listy baobabů v období sucha opadávají, jsou střídavé, dlanitě složené z 5 až 11 lístků, bylinné až kožovité, s palisty. Palisty jsou opadavé, až 2 mm dlouhé, u druhu Adansonia perrieri jsou vytrvalé a dosahují velikosti až 1,5 cm. Čepel lístků baobabů je celokrajná nebo zubatá, lysá nebo pokrytá jednoduchými či hvězdovitě nahloučenými chlupy. Pouze u semenáčků a regeneračních výhonků mohou být listy i jednoduché, přičemž celkový počet jednoduchých listů u semenáčků je druhově charakteristický. Řapíky jsou na obou koncích charakteristicky válcovité ztluštělé (tzv. pulvinus).

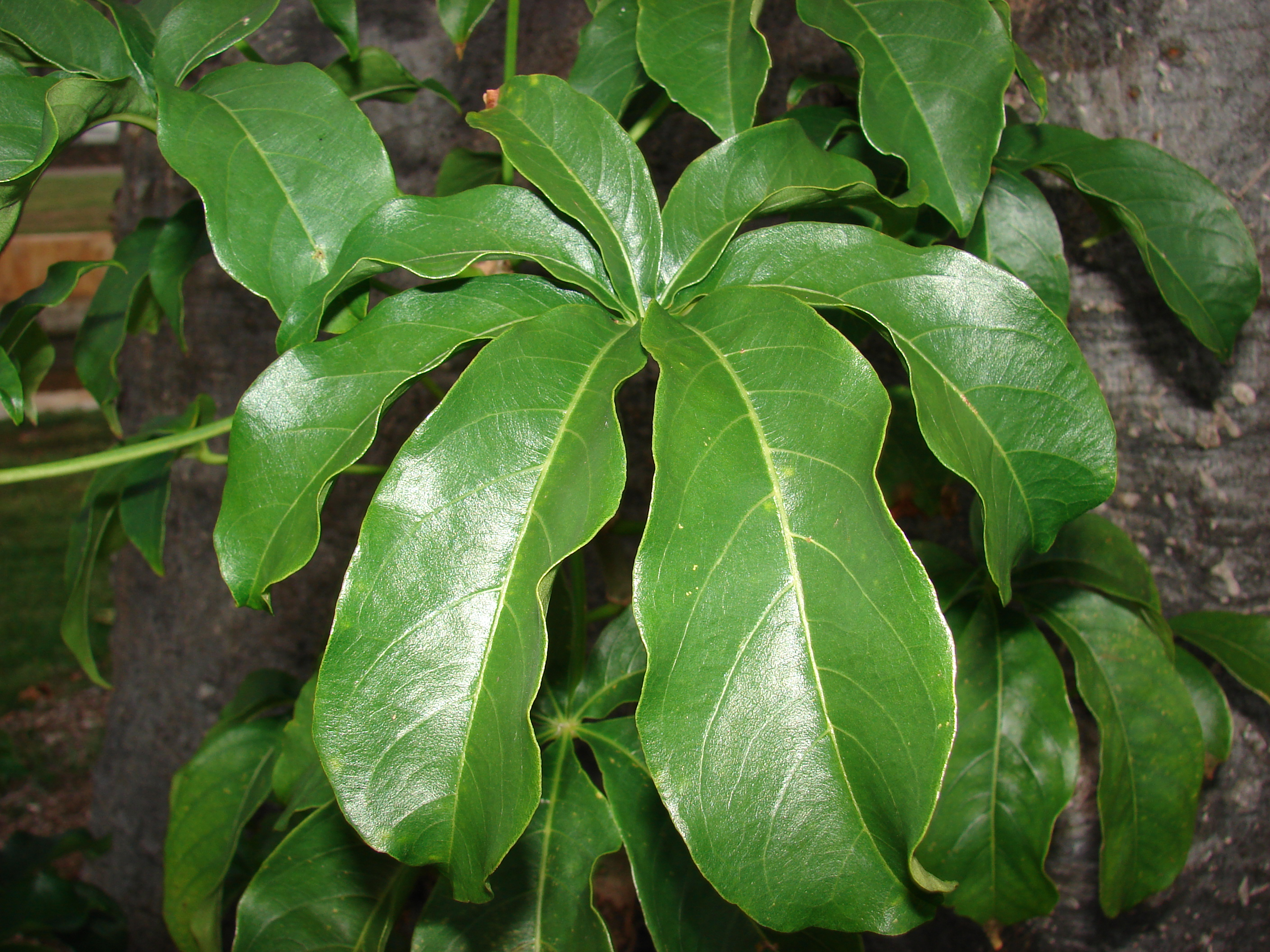
List baobabu prstnatého
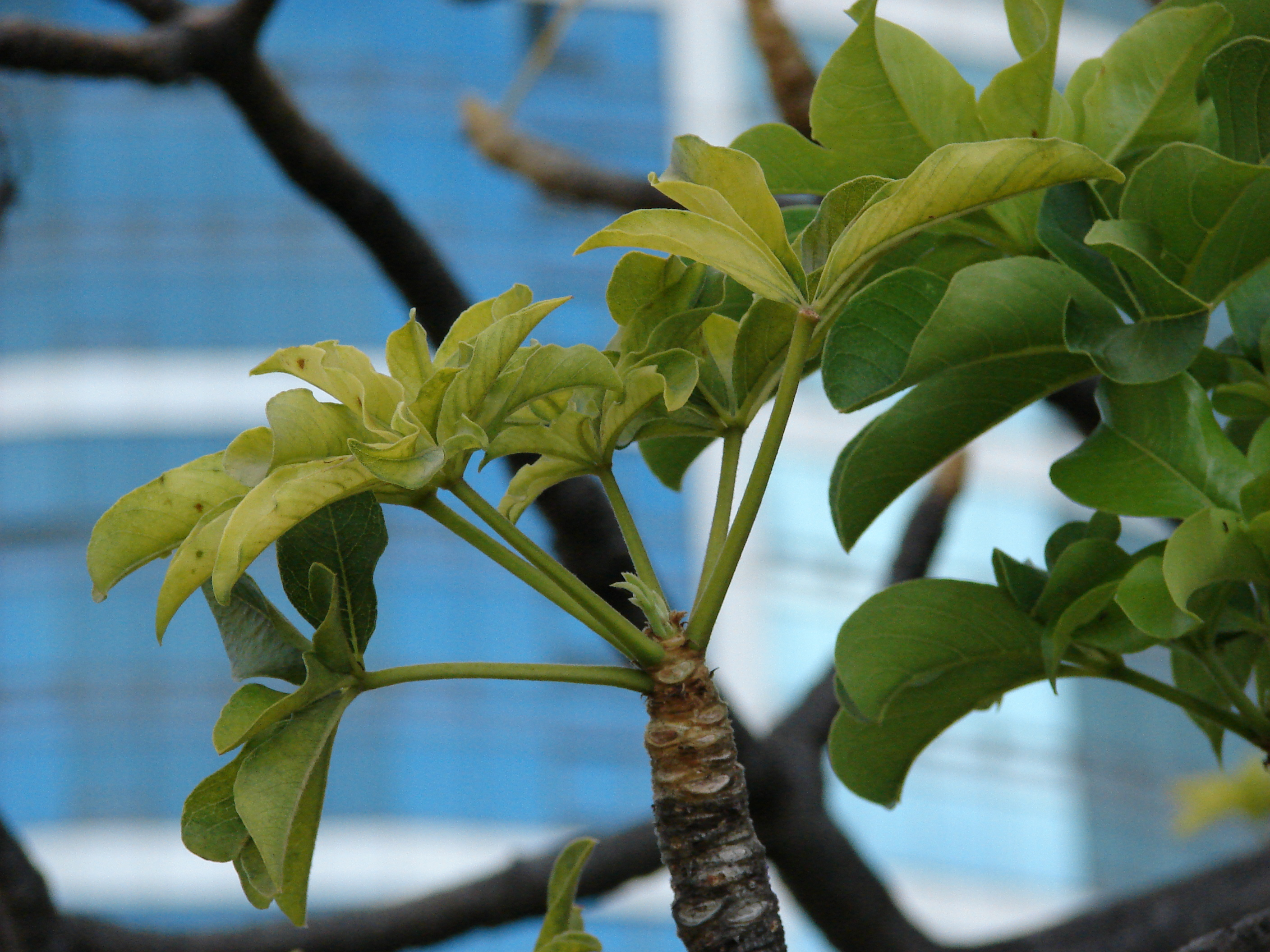
Vrchol plodné větve baobabu prstnatého
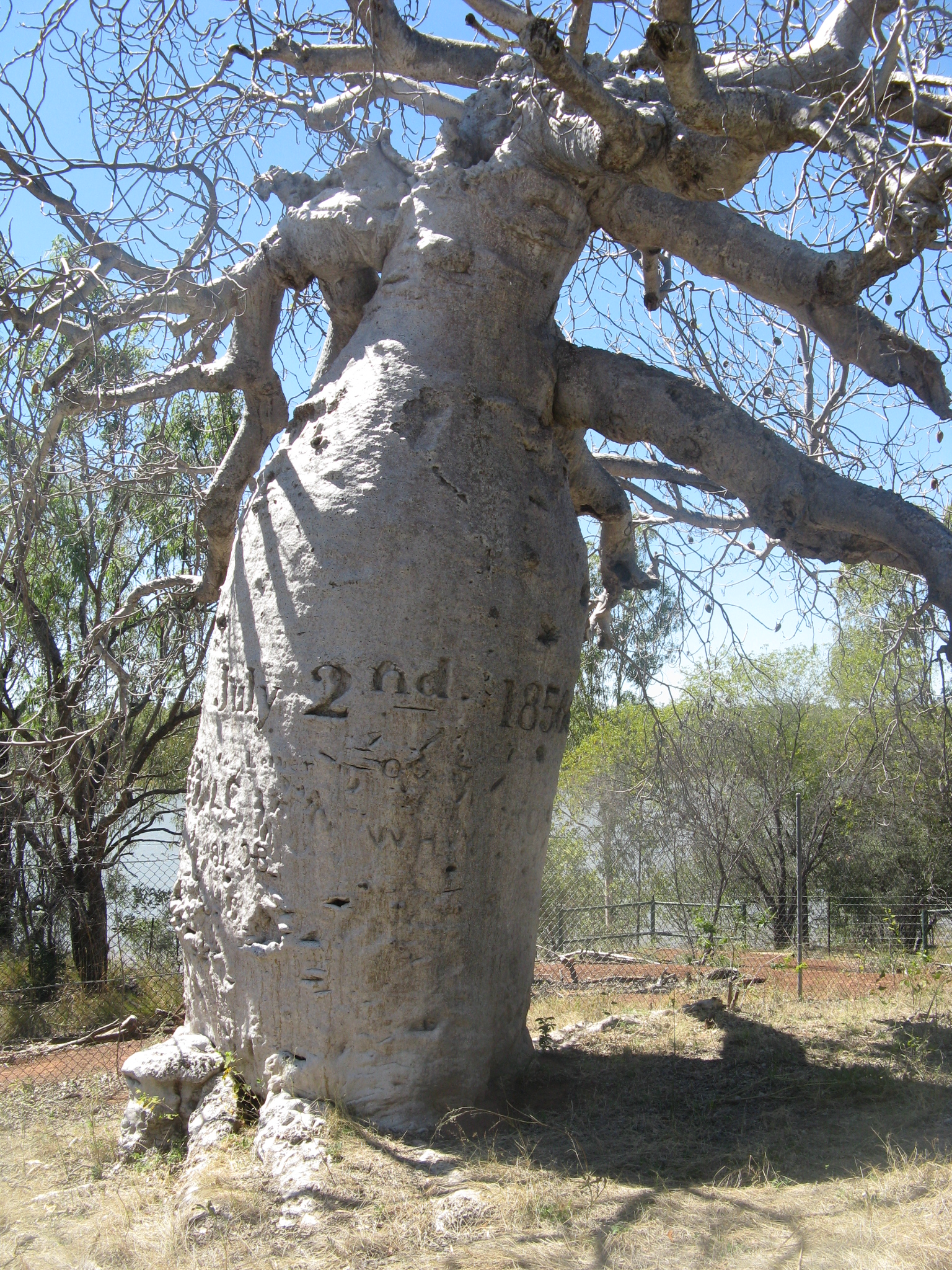
Baobab Gregorův

### Květy
Květy baobabů se vyvíjejí v paždí listů při vrcholu plodných větévek, výjimečně se objeví květy dva, na jediné stopce květenství. Květy jsou velké, nápadné, oboupohlavné, vonné a vždy se otevírají se soumrakem nebo záhy po soumraku. U některých druhů (ze sekce Longitubae) se květ otevírá velmi rychle, asi 30 sekund, a pohyb je vnímatelný pouhým okem. Ačkoliv květy někdy zůstávají na stromě i několik dní, proces opylení může probíhat pouze v průběhu první noci.
Kalich je pětičetný, na vnější straně drsný, zelený nebo hnědý, na vnitřní straně chlupatý, smetanově, červeně zbarvený. Laloky kalicha jsou v pupenu téměř až k vrcholu srostlé a rozdělují se až v průběhu vývoje květu. U rozvitého květu jsou stočené nebo nazpět ohnuté na bázi květu. Občas se 2 laloky neoddělí a květ se deformuje. Kališní trubka může být krátká nebo dlouhá a je spolu s vytrvalostí kalicha podstatným znakem k dělení rodu do sekcí. Při bázi kalicha je kruh tkáně produkující nektar, u sekce Longitubae v podobě ztluštělého prstence. Kalich je buď opadavý spolu s květem nebo vytrvává.
Koruna je pravidelná nebo mírně dvoustranně souměrná, pětičetná, přirostlá k bázi trubky ze srostlých tyčinek, korunní lístky jsou volné, smetanově bílé, jasně žluté až tmavě červené. Barva čerstvých květů bývá odlišná od barvy květu spadaných na zem. Při sušení se květy zbarvují hnědočerveně.
Tyčinky jsou na bázi srostlé do masívní trubky, v horní části se rozdělující do množství nitek tyčinek. Délka srostlé a nesrostlé části tyčinek je důležitým znakem.
Semeník je svrchní, kuželovitý až protáhlý, hustě hnědě nebo nažloutle pýřitý, ukrytý v trubce ze srostlých tyčinek. Čnělka je dlouhá, přesahující z trubky, bílá nebo tmavě červená, s vrcholovou bliznou s 5 až 10 krátkými laloky. U některých druhů je čnělka ohnutá nebo zkroucená.

### Plody
Plody baobabů jsou velké, suché, s tvrdým oplodím, vejčitého až protáhle válcovitého tvaru, většinou popisované jako bobule. Oplodí je červenavě až černě hnědé, dřevnaté, 5 až 15 mm tlusté, s podélnými vlákny na vnitřním povrchu, většinou nepukavé. Výjimku tvoří druh Adansonia gibbosa, jehož plody již na stromě nepravidelně pukají. Uvnitř plodu je houbovitá až křídovitá dřeň, v níž je ukryto množství ledvinitých semen. Semena dosahují délky 10 až 15 (až 20) mm, přičemž jejich velikost je dosti variabilní. Plody některých populací druhu Adansonia za mají nápadně ztluštělou stopku.

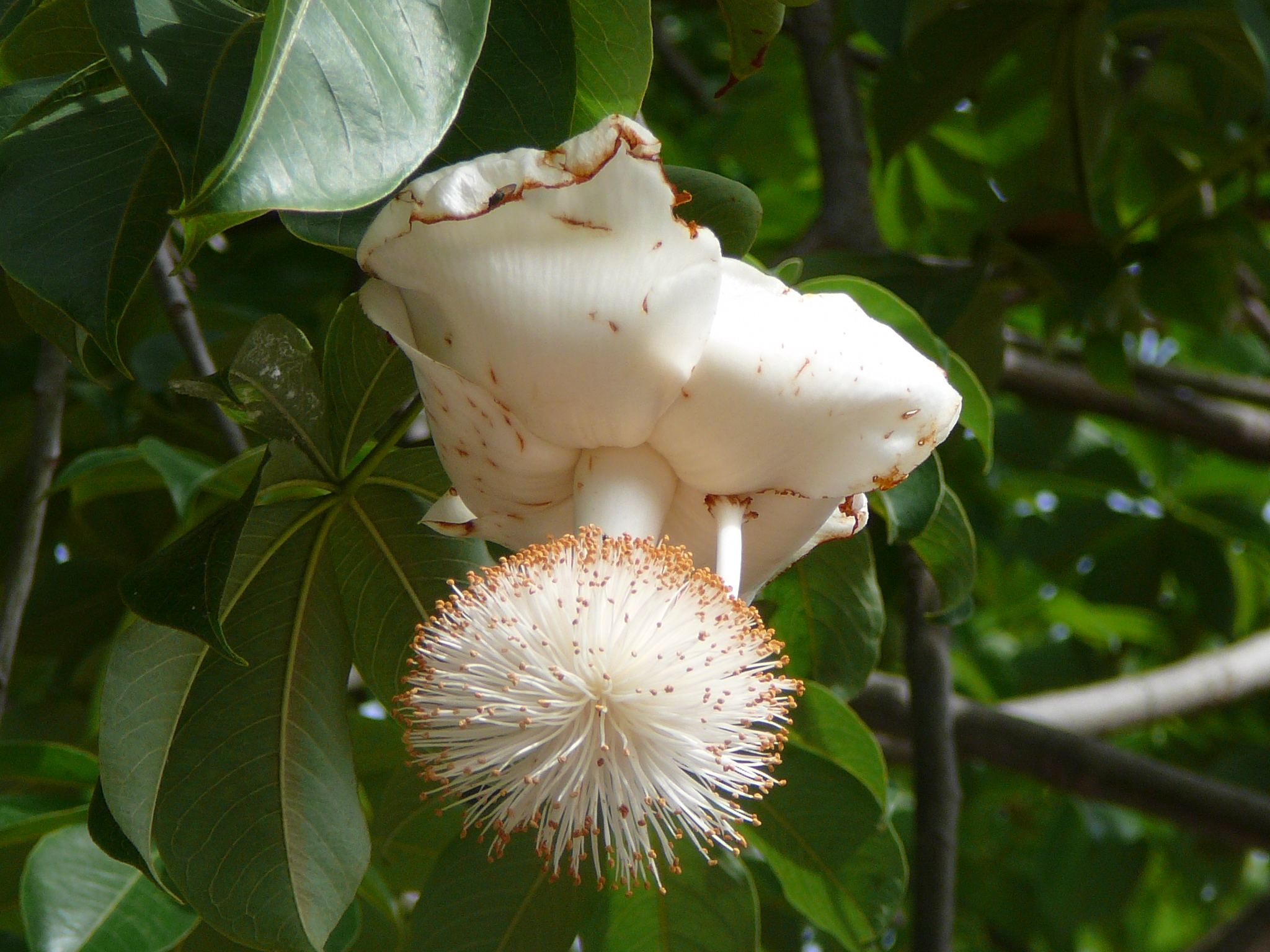
Květ baobabu prstnatého
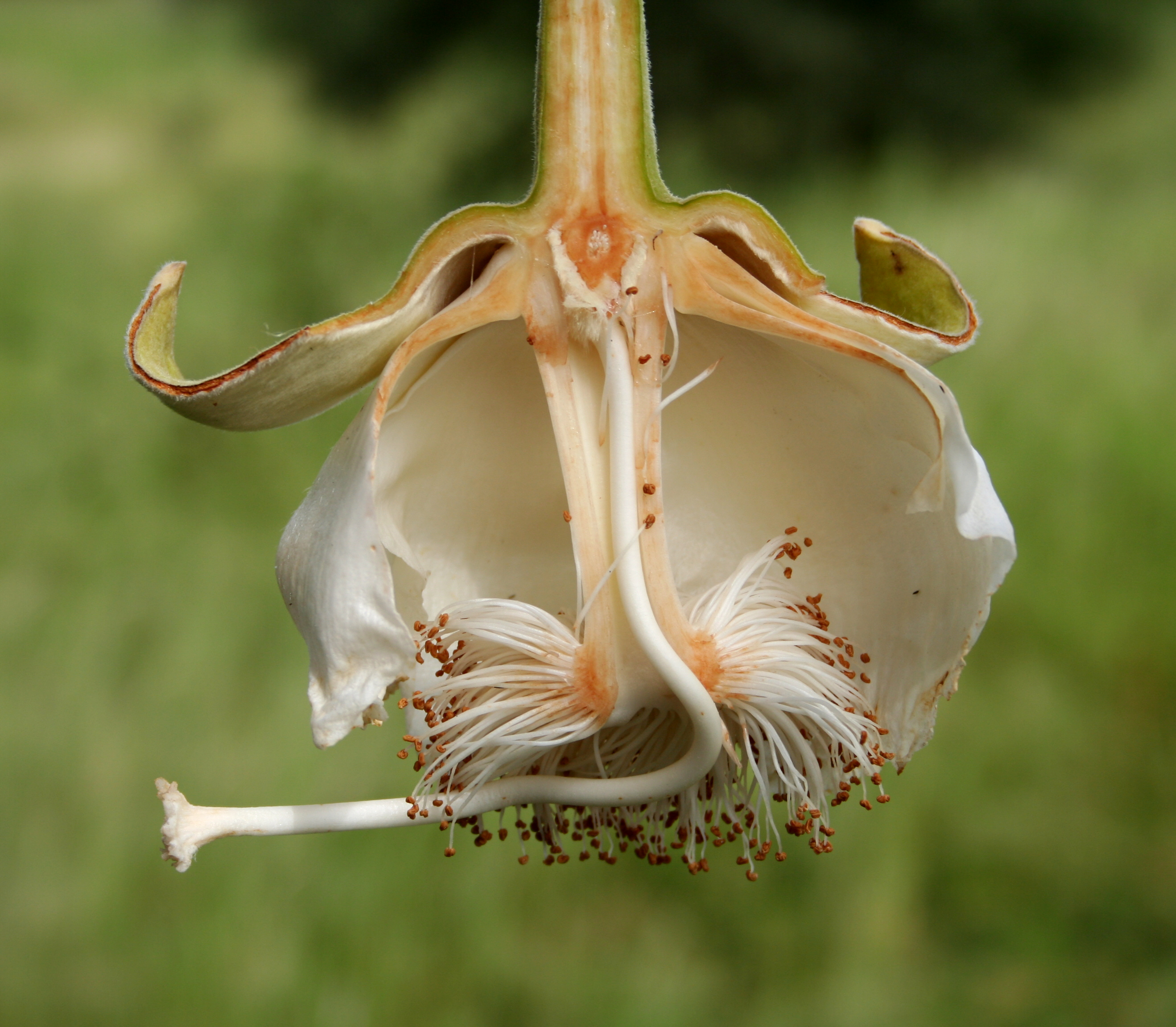
Řez květem baobabu prstnatého
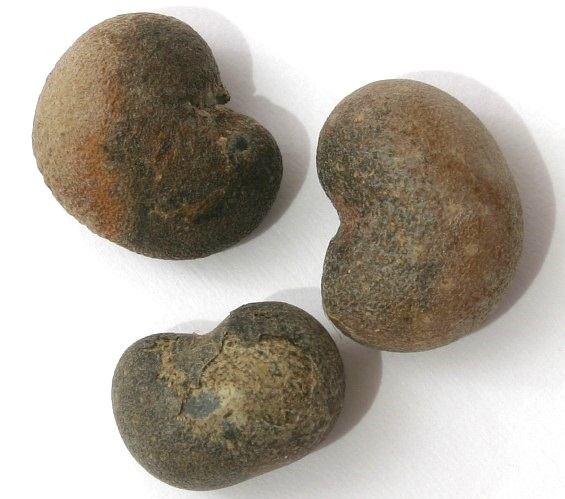
Semena baobabu prstnatého
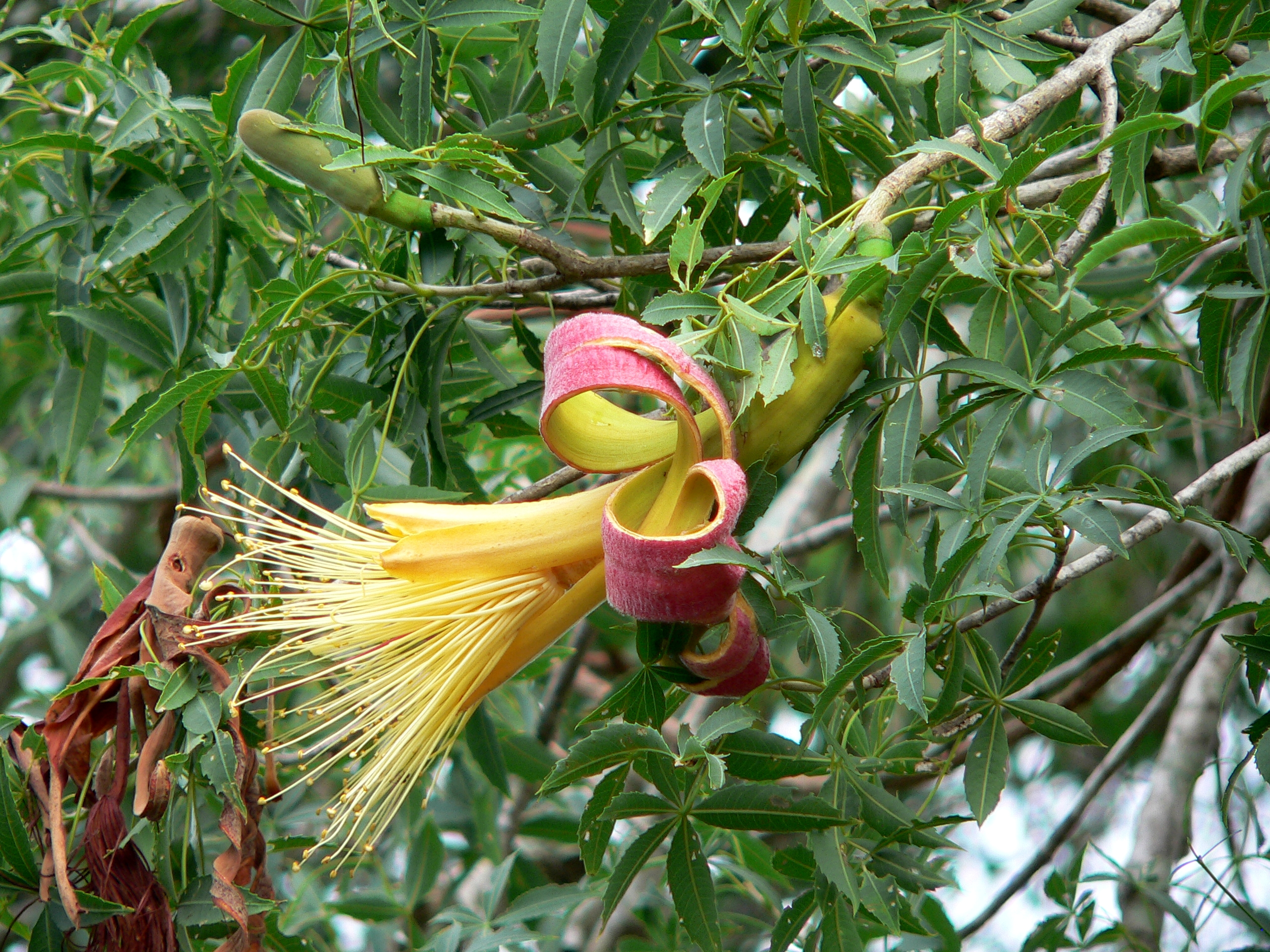
Květ baobabu Adansonia rubrostipa

## Rozšíření

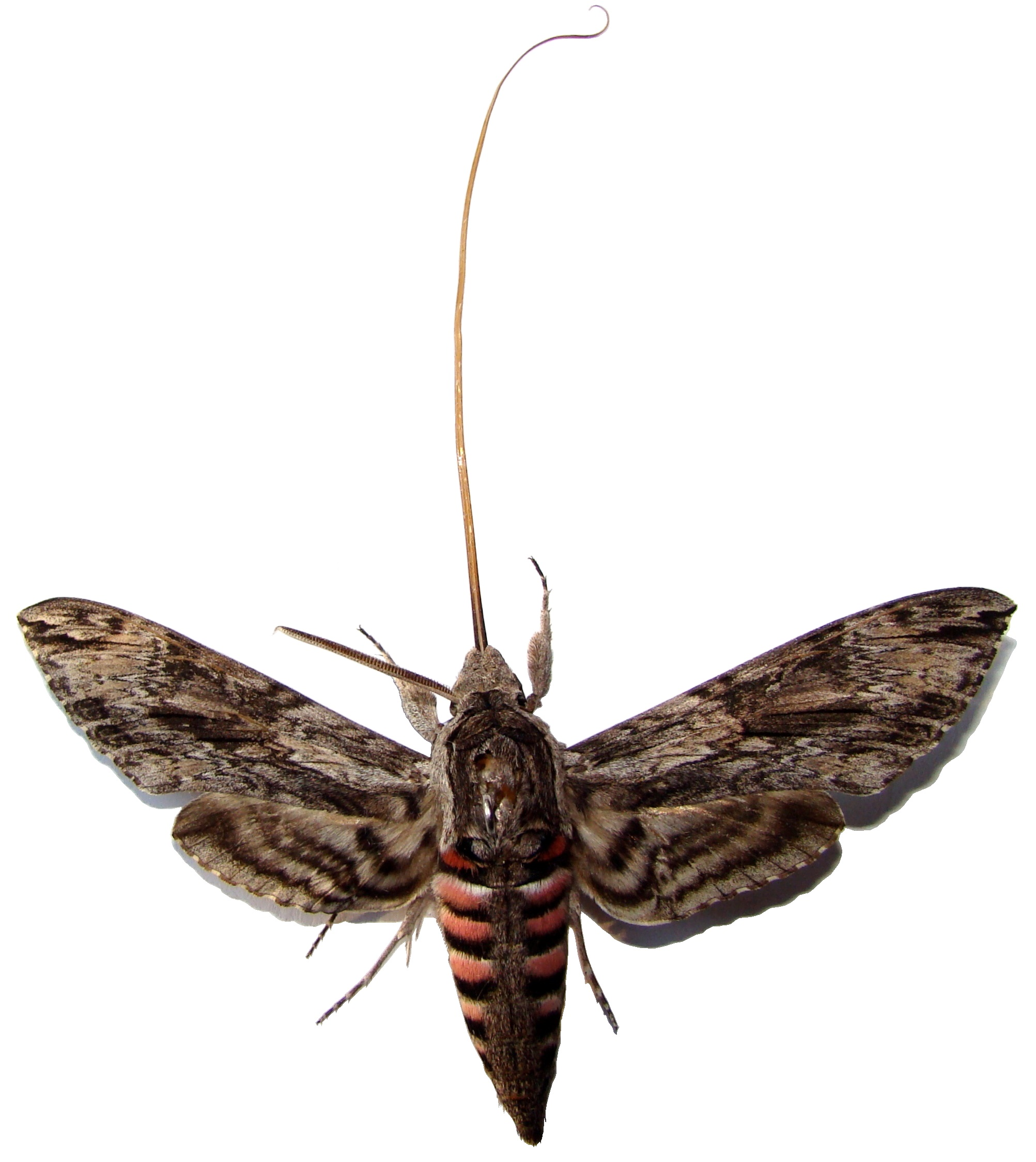
Lišaj svlačcový, opylovač australského baobabu

Rod baobab zahrnuje 8 druhů. Centrum druhové diverzity je na Madagaskaru. Pouze 2 druhy se vyskytují mimo Madagaskar: nejznámější druh baobab prstnatý (Adansonia digitata L.) je rozšířen na savanách subsaharské Afriky a baobab Gregorův v severozápadní Austrálii. Baobaby jsou téměř výlučně tropické stromy, přesahující svým areálem Obratník Kozoroha maximálně o několik stupňů. Baobab prstnatý je dnes pěstován v klimaticky příhodných oblastech celého světa, např. i na Floridě.
Disjunkce sekce Longitubae mezi Madagaskarem a Austrálií byla v minulosti vysvětlována kontinentálním driftem, dnes se však tato teorie jeví jako nepravděpodobná a předpokládá se, že se baobab dostal do Austrálie dálkovým přenosem, k němuž došlo v průběhu posledních 30 miliónů let.

## Ekologické interakce

### Opylování
Baobab prstnatý je opylován kaloni a v menší míře i poloopicemi z čeledi kombovití, u ostatních druhů tomu však je většinou jinak. Květy obou madagaskarských druhů ze sekce Brevitubae jsou opylovány savci (kaloni u druhu A. suarezensis a lemurem maki kočičí (Phaner furcifer) u A. grandidieri), navštěvovány jsou však i rozličným hmyzem a strdimily.
Květy druhů ze sekce Longitubae jsou opylovány lišaji, na Madagaskaru zejména druhy Coelonia solanii, Coelonia brevis, Coelonia mauritii a Xanthopan morgani, v Austrálii lišajem svlačcovým (Agrius convolvuli). Květy madagaskarských druhů z této sekce jsou navštěvovány také nočními lemury, australský baobab také kystráčky. Květy baobabu prstnatého volně visí na dlouhých stopkách a vydávají v noci vůni podobnou vůni sýru feta, čímž lákají kaloně. Květy madagaskarských druhů rozkvétají vzpřímené.

### Šíření semen
Semena afrického baobabu prstnatého a australského baobabu Gregorova jsou šířena savci vyhledávajícími výživné plody. Semena projdou zažívacím traktem bez porušení, u baobabu prstnatého dokonce tento proces podstatně zvyšuje klíčivost semen. Naproti tomu u madagaskarských druhů není znám žádný savec schopný šířit semena a má se za to, že po příchodu člověka na Madagaskar před 1 500 až 2 000 lety došlo k vyhubení těchto zvířat. Uvažuje se v této souvislosti zejména o velkém lemurovi rodu †Archaeolemur nebo o obřím nelétavém ptákovi †Aepyornis.

## Stáří baobabů
Stáří některých afrických baobabů se odhaduje na 1 000 až 2 000 let. K určení věku stromů se obvykle používá radiokarbonová metoda. Podle některých autorů baobab kvůli poréznosti dřeva nemá letokruhy.

## Přehled druhů
- sekce Brevitubae – 2 druhy, pouze na Madagaskaru

baobab suarézský (Adansonia suarezensis) – Cap Diego v okolí města Antsiranana, severní Madagaskar
baobab Grandidiérův (Adansonia grandidieri) – jihozápadní Madagaskar
- sekce Longitubae – 5 druhů, z toho 4 na Madagaskaru a 1 v Austrálii

baobab Gregorův (Adansonia gibbosa, syn. A. gregorii) – severovýchodní Austrálie
baobab madagaskarský (Adansonia madagascariensis) – severní a severozápadní Madagaskar
baobab Perriérův (Adansonia perrieri) – severní Madagaskar
baobab Adansonia rubrostipa – západní Madagaskar
baobab za (Adansonia za) – severozápadní, západní a jižní Madagaskar
- sekce Adansonia – jediný druh, tropická Afrika, byl zavlečen i do Indie a na Madagaskar

baobab prstnatý (Adansonia digitata)

## Taxonomie
Baobab byl v roce 1798 Jussieuem zařazen do čeledi slézovité (Malvaceae). Později, v roce 1822, Kunth přeřadil 10 rodů včetně baobabu do nové čeledi cejbovité (Bombacaceae). Zde byl baobab zařazen až do roku 1998, kdy byla publikována 1. verze systému APG. Čeleď cejbovité je zde spolu s některými dalšími čeleděmi řádu slézotvaré (Malvales) vřazena do čeledi slézovité (Malvaceae), neboť jen tak se jedná o monofyletickou skupinu.

## Etymologie a historie

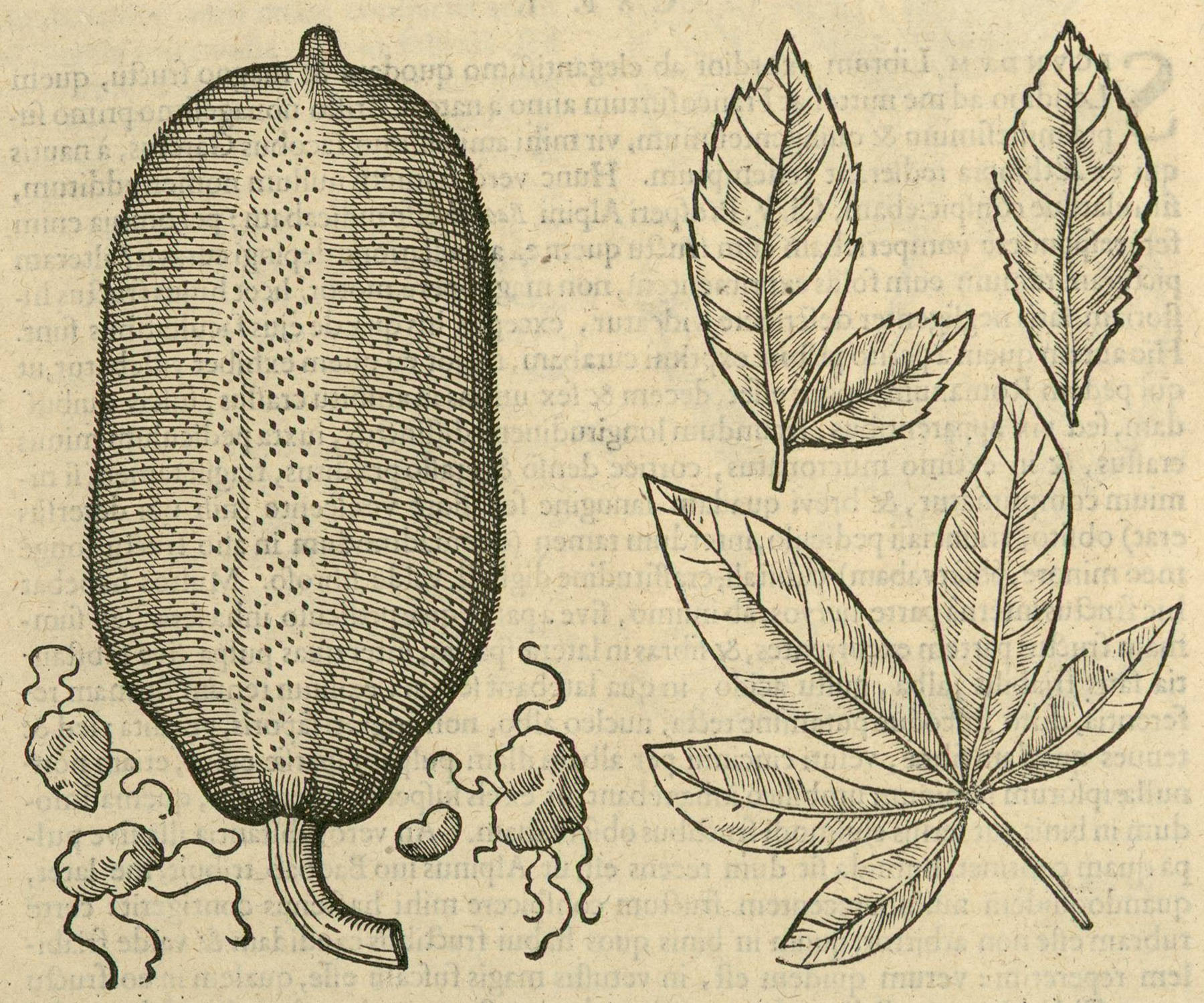
Kresba baobabu prstnatého
z roku 1605

První literární zmínky o baobabu pocházejí ze 14. století. Evropští botanici se s plody baobabu poprvé seznámili v Egyptě, kam byly dováženy místními obchodníky. Benátský botanik Prospero Alpini v roce 1592 tyto plody popsal pod jménem Bahobab, a to včetně jejich vyhlášených léčivých účinků. Jméno Bahobab pochází pravděpodobně z arabštiny a je odvozeno z arabského bu hibab, což znamená mnohasemenný plod. V polovině 18. století navštívil francouzský přírodovědec a objevitel Michel Adanson oblast nynějšího Senegalu a zhotovil první detailní popis a ilustrace baobabu prstnatého. Uvědomil si souvislost s plody popsanými Alpinim a nazval strom Baobab. Ačkoliv později Linné zvolil ve svém díle Species Plantarum z roku 1753 jméno na počest Adansona, jméno baobab se udrželo do dneška a přešlo do mnoha jazyků.
První zmínky o baobabech na Madagaskaru jsou z roku 1605, první zdejší druhy však začaly být popisovány až na přelomu 19. a 20. století. Na začátku 18. století objevil Allan Cunningham baobab v severozápadní Austrálii, zprvu jej však považoval za vzhledově poněkud podobnou stromovitou kaparu Capparis gibbosa.

## Význam
Africký baobab prstnatý má všestranné využití. Plody obsahují kyselinu vinnou a domorodci z nich připravují osvěžující nápoj. Ze semen je získáván jedlý olej. Dřeň plodů se konzumuje čerstvá nebo sušená a navlhčená. Moučnaté míšky vařené ve vodě poskytují náhražku mléka. Jádra jsou bohatá na bílkoviny a olej a chutnají po mandlích, velmi obtížně se však loupou. Rozemleté slupky plodů se používají jako lulkový tabák a z popela se vyrábí mýdlo. V některých zemích se pije vodnatá šťáva, tvořící se v kmeni v místech poranění. Mladé listy a výhony jsou používány jako zelenina. Z oplodí plodů se získávají pevná vlákna, používaná na plachty, koše a textilie. Kůra je bohatá na třísloviny a používá se na vyčiňování kůží. Také z kůry kmene jsou získávána vlákna, používaná domorodci na výrobu provazů, rybářských sítí a šňůr, váčků a podobně. Pražená semena slouží jako náhražka kávy. Baobaby slouží také jako rezervoáry na vodu. V některých případech je dokonce úmyslně ve středu kmene vytvořena dutina, v níž se zachycuje voda na období sucha. Velké duté kmeny baobabů jsou využívány rozličným způsobem jako obytné prostory, garáže, bary a podobně.
Z madagaskarských druhů je nejvšestranněji využíván baobab Grandidiérův. Dužnina a semena jsou konzumovány syrové. V některých vesnicích v okolí města Morondava jsou plody krmeny kozy a ze semen která vycházejí neporušená ze zažívacího traktu, je získáván kvalitní olej. Olej je získáván také ze semen baobabu suarézského. Plody všech baobabů jsou jedlé, pouze u baobabu madagaskarského nejsou příliš chutné. Jako zelenina jsou využívány kořeny semenáčků baobabu madagaskarského a baobabu za. Dřevo baobabu Grandidiérova a baobabu Adansonia rubrostipa je využíváno k výrobě došků.
Odvar z kůry baobabu prstnatého je v Africe používán proti horečkám a rozemletá dužnina plodů bez semen se přidává do vody nebo mléka proti úplavici. Odvar z kůry madagaskarského baobabu suarézského je používán při léčení cukrovky.
Australský baobab Gregorův má jedlé plody, které jsou také používány proti kurdějím. Duté kmeny a vodnaté dřevo slouží jako nouzový zdroj vody. Listy a guma z poraněných kmenů jsou konzumovány, z kůry jsou zhotovovány provazy a z pylu lepidlo.
Význam baobabů je v některých regionech rovněž kulturní a náboženský. V Africe jsou baobaby často uctívány jako příbytek božstva či ducha, případně jsou jim připisovány magické účinky, jako je tomu například na Madagaskaru u tzv. milujících se baobabů. V západoafrickém vodunu existuje božstvo – vodun – které přímo sídlí v konkrétních (tvarem, velikostí či stářím) výjimečných baobabech.

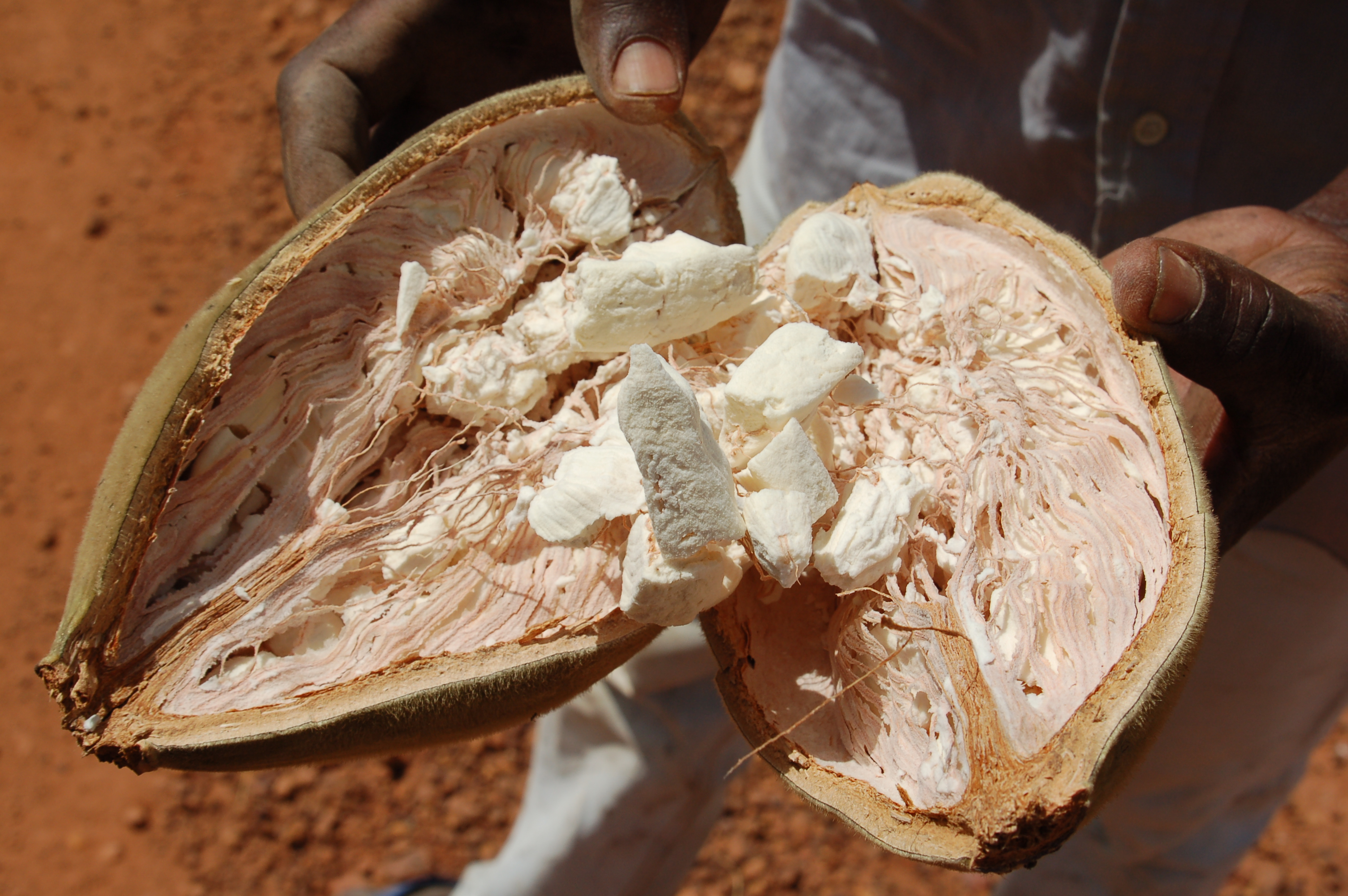
Otevřený plod baobabu prstnatého
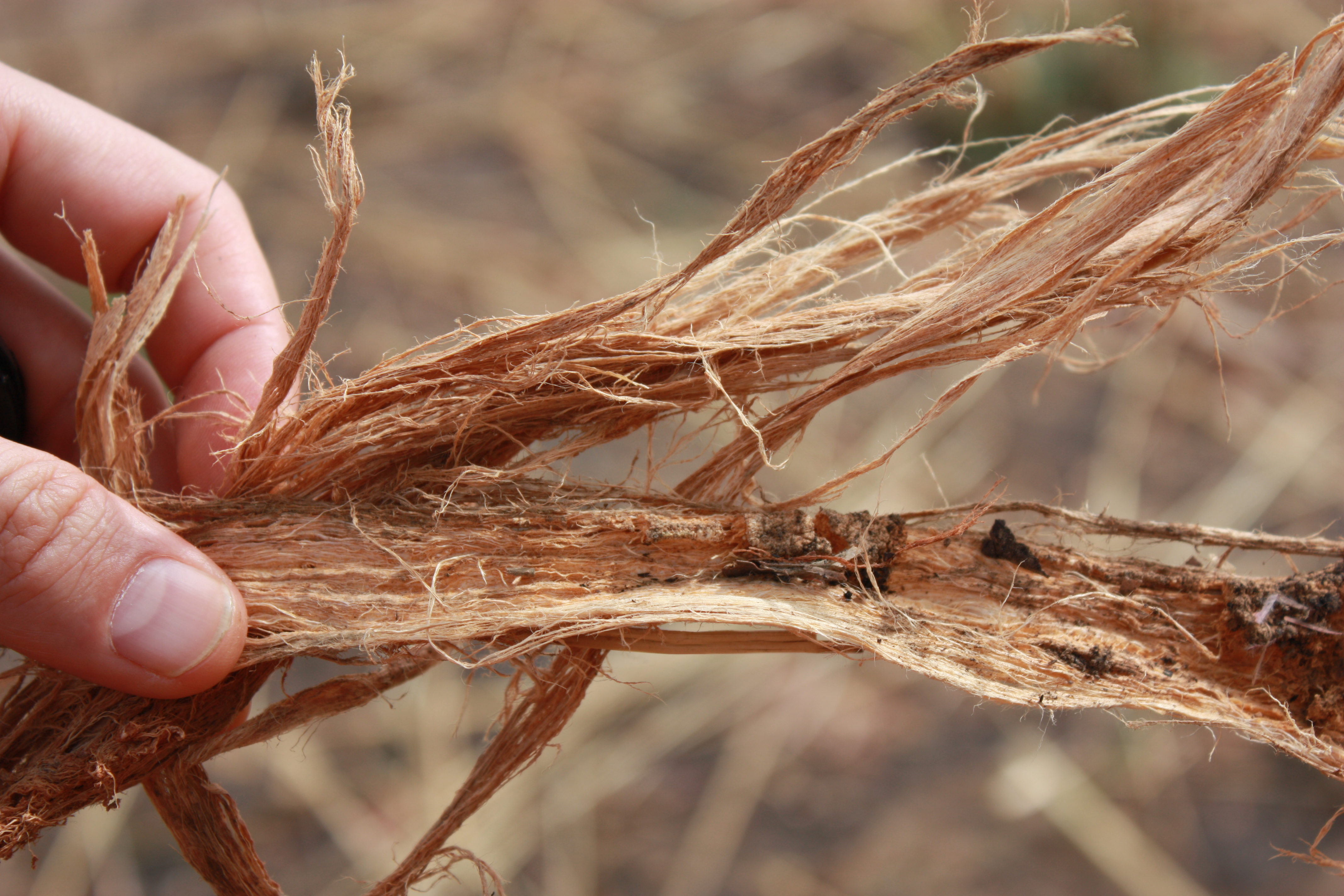
Vlákna z kůry baobabu prstnatého
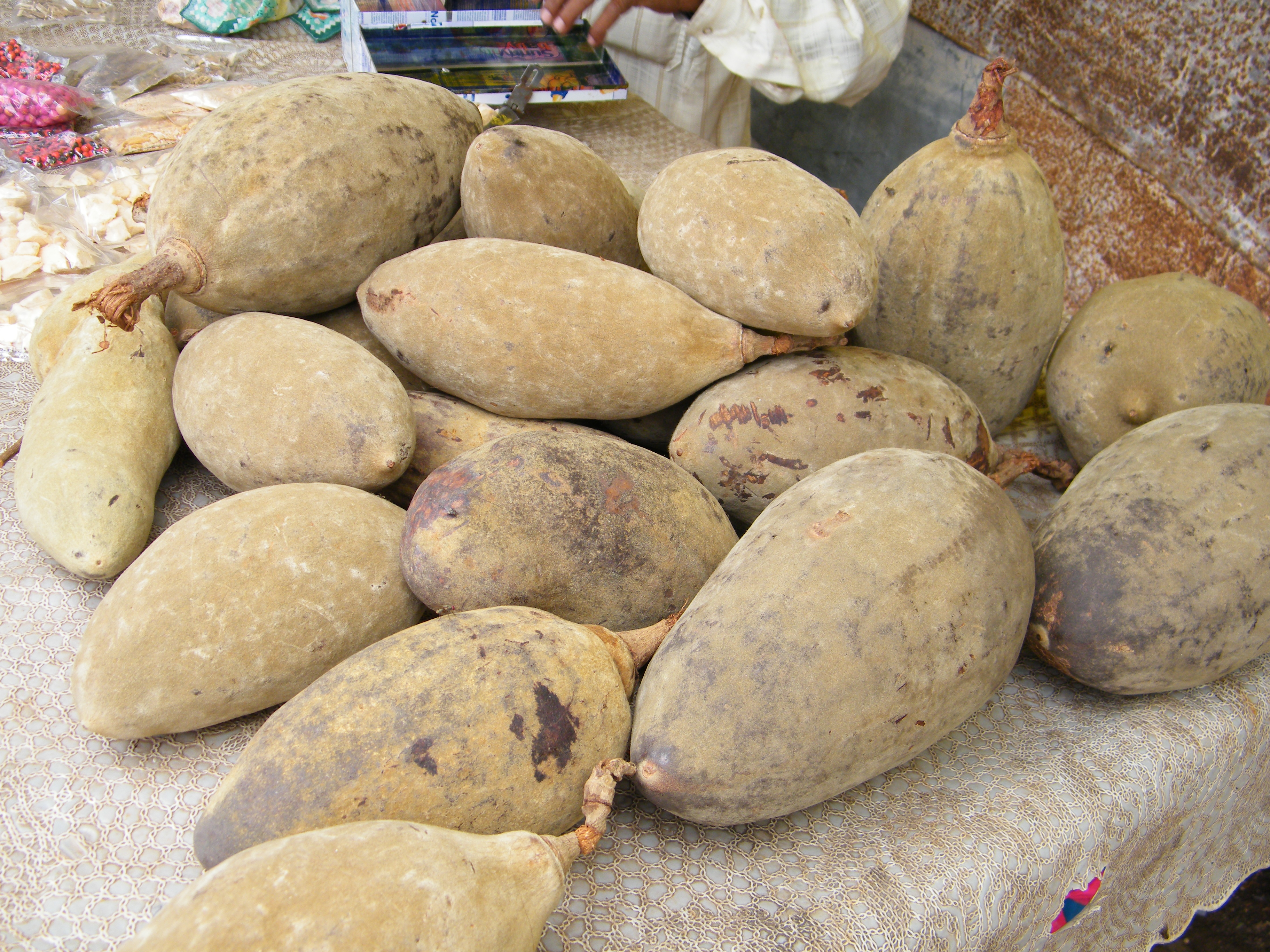
Plody baobabu na tržnici v Indii